# Zapadnaja konferencija
La Zapadnaja konferencija (in russo Западная конференция, Girone occidentale) è una delle due conference della Kontinental Hockey League (KHL) utilizzata per dividere le squadre.
Fu creata nel 2009 quando venne la KHL riorganizzò le quattro divisioni inserendole all'interno delle due conference.

## Divisioni
la Western Conference comprende 12 squadre in 2 divisioni: Bobrov, Tarasov.
Bobrov
- Jokerit
- SKA Pietroburgo
- Soči
- Spartak Mosca
- Torpedo N. Novg.
- Vitjaz’ Podol’sk

Tarasov
- CSKA Mosca
- Dinamo Minsk
- Dinamo Riga
- Dinamo Mosca
- Lok. Jaroslavl’
- Severstal’

## Altre squadre
Hanno fatto parte del girone occidentale anche:
- MVD
- Atlant Mytišči
- Lev Poprad poi  Lev Praga
- Donbas Donec'k
- Medveščak
- Slovan Bratislava

## Campioni dei Playoff
Nota: in grassetto sono indicate le squadre campioni KHL.
- 2008-09: titolo non assegnato
- 2009-10:  MVD
- 2010-11:  Atlant Mytišči
- 2011-12:  Dinamo Mosca
- 2012-13:  Dinamo Mosca
- 2013-14:  Lev Praga
- 2014-15:  SKA Pietroburgo
- 2015-16:  CSKA Mosca
- 2016-17:  SKA Pietroburgo
- 2017-18:  CSKA Mosca

- 2018-19:  CSKA Mosca
- 2019-20: Non assegnato a causa della pandemia di COVID-19
- 2020-21:  CSKA Mosca